# Liste der Baudenkmäler in Haundorf
Auf dieser Seite sind die Baudenkmäler in der mittelfränkischen Gemeinde Haundorf zusammengestellt. Diese Tabelle ist eine Teilliste der Liste der Baudenkmäler in Bayern. Grundlage ist die Bayerische Denkmalliste, die auf Basis des Bayerischen Denkmalschutzgesetzes vom 1. Oktober 1973 erstmals erstellt wurde und seither durch das Bayerische Landesamt für Denkmalpflege geführt wird. Die folgenden Angaben ersetzen nicht die rechtsverbindliche Auskunft der Denkmalschutzbehörde.
 Diese Liste gibt den Fortschreibungsstand vom 29. August 2014 wieder und enthält 39 Baudenkmäler.

## Baudenkmäler nach Ortsteilen

### Haundorf
| Lage                                                                   | Objekt                                           | Beschreibung | Akten-Nr.              | Bild                     |
| ---------------------------------------------------------------------- | ------------------------------------------------ | --- | ---------------------- | ------------------------ |
| Biederbacher Weg 5 (Standort)                                          | Ehemaliges Austragshaus                          | Eingeschossiger giebelständiger Satteldachbau, drittes Viertel 19. Jahrhundert | D-5-77-138-6 Wikidata  | Ehemaliges Austragshaus  |
| Biederbacher Weg 8 (Standort)                                          | Wohnhaus mit angebauter Scheune                  | Zweigeschossiger traufständiger Satteldachbau, bezeichnet „1804“ | D-5-77-138-7 Wikidata  | weitere Bilder           |
| Biederbacher Weg 13 (Standort)                                         | Wohnstallhaus                                    | Eingeschossiger giebelständiger Satteldachbau, Mitte/drittes Viertel 19. Jahrhundert | D-5-77-138-8 Wikidata  | Wohnstallhaus            |
| Biederbacher Weg 20 (Standort)                                         | Ehemaliges Wohnstallhaus                         | Eingeschossiger giebelständiger Satteldachbau, frühes 19. Jahrhundert Vorplatz mit Stützmauer gegen die Straße | D-5-77-138-9 Wikidata  | weitere Bilder           |
| Georgentalweg 1 (Standort)                                             | Pfarrhaus                                        | Zweigeschossiger Walmdachbau mit turmartigem Vorbau mit Zeltdach, 1899 | D-5-77-138-3 Wikidata  | weitere Bilder           |
| Georgentalweg 8 (Standort)                                             | Evangelisch-lutherische Pfarrkirche St. Wolfgang | Saalkirche, Langhaus mit eingezogenem Chor, bezeichnet „1458“ (im Inneren), viergeschossiger Turm 16. Jahrhundert, das Innere 1706 barockisiert, Turmobergeschoss 1711, Sandsteinquader, Westturm mit Spitzhelm; mit Ausstattung                          | D-5-77-138-1 Wikidata  | weitere Bilder           |
| Georgentalweg 8 (Standort)                                             | Friedhof, Grabdenkmal Ph. A. Bolz                | Dreiseitige Kalksteinpyramide, 2,50 m, 1814 | D-5-77-138-1 Wikidata  | BW                       |
| Georgentalweg 12; Markgrafenstraße 3 (Standort)                        | Ehemaliges Wohnstallhaus                         | Eingeschossiger giebelständiger Satteldachbau, drittes Viertel 19. Jahrhundert | D-5-77-138-4 Wikidata  | Ehemaliges Wohnstallhaus |
| Georgenthal (Standort)                                                 | Georgenthal                                      | Geringe Grundmauerreste des 1695 errichteten Jagdschlösschens des Markgrafen Georg Friedrich d. J. von Brandenburg-Ansbach; in der Nordwestecke der Waldabteilung Lindenbühlerrangen; nicht nachqualifiziert, im Bayerischen Denkmal-Atlas nicht kartiert | D-5-77-138-10 Wikidata | BW                       |
| In der Waldabteilung Lindenbühlerrangen in der Nähe von Georgenthal () | Steinkreuz                                       | Sühnekreuz, mittelalterlich; nicht nachqualifiziert, im Bayerischen Denkmal-Atlas nicht kartiert | D-5-77-138-26 Wikidata |                          |

### Aue
| Lage              | Objekt                                         | Beschreibung | Akten-Nr.              | Bild |
| ----------------- | ---------------------------------------------- | --- | ---------------------- | ---- |
| Aue 5 (Standort)  | (Ehemaliges) Wohnstallhaus eines Dreiseithofes | Eingeschossiges Gebäude mit Steildach, bezeichnet „1863“                                                                   | D-5-77-138-11 Wikidata | BW   |
| Aue 39 (Standort) | Kleinhaus                                      | Eingeschossiger traufständiger Satteldachbau, mit rückwärtig anschließender Scheune, Satteldachbau, frühes 19. Jahrhundert | D-5-77-138-13 Wikidata | BW   |

### Brand
| Lage               | Objekt                         | Beschreibung                                                               | Akten-Nr.              | Bild |
| ------------------ | ------------------------------ | -------------------------------------------------------------------------- | ---------------------- | ---- |
| Brand 5 (Standort) | Wohnstallhaus eines Bauernhofs | Eingeschossiger giebelständiger Satteldachbau, mit Putzgliederung, um 1870 | D-5-77-138-14 Wikidata | BW   |

### Brombach
| Lage                                                                     | Objekt                                                  | Beschreibung | Akten-Nr.              | Bild |
| ------------------------------------------------------------------------ | ------------------------------------------------------- | --- | ---------------------- | --- |
| Brombach 3 (Standort)                                                    | Evangelisch-lutherische Filialkirche St. Johann Baptist | Saalkirche, Walmdachbau mit Dachreiter, 1752–54; mit Ausstattung | D-5-77-138-15 Wikidata | weitere Bilder |
| In Brombach (Standort)                                                   | Kellerhaus                                              | Eingeschossiger Satteldachbau, Naturstein, um 1900 | D-5-77-138-44 Wikidata | BW |
| Bahnlinie Nördlingen – Pleinfeld (bei Streckenkilometer 44,5) (Standort) | Wasserdurchlass der Ludwig-Süd-Nord-Bahn                | gemauerter Rundbogen aus Sandsteinquadermauerwerk, um 1841/49 (Zwei weitere, gleichartige Durchlässe mit derselben Denkmalnummer liegen in den Gemeinden Gunzenhausen und Pfofeld.) | D-5-77-136-229         | [[Vorlage:Bilderwunsch/code!/C:49.12416,10.79982!/D:Bahnlinie Nördlingen – Pleinfeld (bei Streckenkilometer 44,5), Wasserdurchlass der Ludwig-Süd-Nord-Bahn!/\|BW]] |

### Eichenberg
| Lage                     | Objekt       | Beschreibung                                                     | Akten-Nr.              | Bild |
| ------------------------ | ------------ | ---------------------------------------------------------------- | ---------------------- | ---- |
| Eichenberg 17 (Standort) | Austragshaus | Eingeschossiger giebelständiger Satteldachbau, bezeichnet „1849“ | D-5-77-138-16 Wikidata | BW   |

### Geiselsberg
| Lage                      | Objekt                          | Beschreibung                                                | Akten-Nr.     | Bild |
| ------------------------- | ------------------------------- | ----------------------------------------------------------- | ------------- | ---- |
| Geiselsberg 10 (Standort) | Wohnstallhaus eines Bauernhofes | Eingeschossiger Satteldachbau, erste Hälfte 19. Jahrhundert | D-5-77-138-42 | BW   |

### Gräfensteinberg
| Lage                                         | Objekt                                           | Beschreibung | Akten-Nr.              | Bild           |
| -------------------------------------------- | ------------------------------------------------ | --- | ---------------------- | -------------- |
| Anwander, am Weg nach Geiselsberg (Standort) | Steinkreuz, sogenanntes Wolfskreuz               | Mittelalterlich | D-5-77-138-23 Wikidata | weitere Bilder |
| Dorfstraße, vor Nr. 58 (Standort)            | Ziehbrunnen                                      | Anlage wohl mittelalterlich, erneuert 1949 | D-5-77-138-22 Wikidata | Ziehbrunnen    |
| Dorfstraße 28 (Standort)                     | Ehemaliges Wohnstallhaus                         | Eingeschossiges giebelständiges Gebäude mit Steildach, mit Eckquaderungen, bezeichnet „1882“                                                   | D-5-77-138-20 Wikidata | BW             |
| Dorfstraße 34 (Standort)                     | Hauszeichen                                      | Steintafel, 1784; an Gasthaus | D-5-77-138-19 Wikidata | BW             |
| Dorfstraße 40 (Standort)                     | Evangelisch-lutherische Pfarrkirche Sankt Martin | Chorturmkirche, im Kern gotische Anlage, Turmbau 1681, Langhaus 1635, 1681 ff., 1731, 1894, 1897 erneuert, Turm mit Spitzhelm; mit Ausstattung | D-5-77-138-17 Wikidata | BW             |
| Dorfstraße 51 (Standort)                     | Ehemaliges Schulhaus                             | Zweigeschossiger traufständiger Bau mit Halbwalmdach, um 1800                                                                                  | D-5-77-138-21 Wikidata | BW             |
| Dorfstraße 55 (Standort)                     | Scheune                                          | Satteldachbau, Sandsteinquader, mit Hopfenluken, erste Hälfte 19. Jahrhundert                                                                  | D-5-77-138-18 Wikidata | BW             |

### Gutzenmühle
| Lage                     | Objekt                            | Beschreibung                                                          | Akten-Nr.              | Bild |
| ------------------------ | --------------------------------- | --------------------------------------------------------------------- | ---------------------- | ---- |
| Gutzenmühle 2 (Standort) | Mühle, ehemaliges Müller-Wohnhaus | Zweigeschossiger Sandsteinquaderbau mit Satteldach, bezeichnet „1857“ | D-5-77-138-24 Wikidata | BW   |

### Lindenbühl
| Lage                                     | Objekt                                                 | Beschreibung | Akten-Nr.              | Bild |
| ---------------------------------------- | ------------------------------------------------------ | --- | ---------------------- | ---- |
| Lindenbühl 1; Nähe Lindenbühl (Standort) | Forsthaus                                              | Zweigeschossiger Satteldachbau, mit Eckquaderungen und Fachwerkgiebel, in Formen des Heimatstils, 1897, auf dem Platz der ehemaligen markgräflich-ansbachischen Wildfuhr | D-5-77-138-25 Wikidata | BW   |
| Lindenbühl 1; Nähe Lindenbühl (Standort) | Scheune                                                | Massiver Walmdachbau, 18. Jahrhundert | D-5-77-138-25 Wikidata | BW   |
| Lindenbühl 1; Nähe Lindenbühl (Standort) | Nebengebäude                                           | Eingeschossiger Satteldachbau, wohl zweite Hälfte 19. Jahrhundert | D-5-77-138-25 Wikidata | BW   |
| Lindenbühl 1; Nähe Lindenbühl (Standort) | Erhaltene Teile der Ummauerung der ehemaligen Wildfuhr | 18. Jahrhundert | D-5-77-138-25 Wikidata | BW   |

### Obererlbach
| Lage                                                                | Objekt                               | Beschreibung | Akten-Nr.              | Bild                                 |
| ------------------------------------------------------------------- | ------------------------------------ | --- | ---------------------- | ------------------------------------ |
| Hauptstraße 57 (Standort)                                           | Katholische Pfarrkirche St. Valentin | Saalkirche mit Westturm, Sandsteinquaderbau, Langhaus 1486, mit Flachdecke, Chor mit Strebepfeilern nachgotisch, 17. Jahrhundert, Chorwölbung 19. Jahrhundert, Turm neugotisch 1892, mit Spitzhelm; mit Ausstattung       | D-5-77-138-27 Wikidata | Katholische Pfarrkirche St. Valentin |
| Hauptstraße 57 (Standort)                                           | Kirchhofmauer                        | Straßenseitige Partie, Sandstein, wohl 19. Jahrhundert | D-5-77-138-27 Wikidata | BW                                   |
| Hauptstraße 61 (Standort)                                           | Bauernhaus                           | Eingeschossiger traufständiger Sandsteinquaderbau mit Satteldach, Mitte 19. Jahrhundert | D-5-77-138-35 Wikidata | BW                                   |
| Hauptstraße 65 (Standort)                                           | Pfarrhaus                            | Zweigeschossiges Gebäude mit Mansardwalmdach und kleinem Zwerchhaus, Fassade mit Pilastergliederung, Fenster mit profilierter Einfassung, Portal mit Pilastern und Segmentgiebel, 1793 durch Stiftsdekan Zinsmeier, Spalt | D-5-77-138-31 Wikidata | BW                                   |
| Hauptstraße 67 (Standort)                                           | Gasthaus                             | Zweigeschossiger Walmdachbau mit Zwerchhaus, betonte Mittelachse mit rustizierten Lisenen, mit Putz- und Lisenengliederung, wohl Ende 18. Jahrhundert                                                                     | D-5-77-138-33 Wikidata | BW                                   |
| Hirschbuck (Standort)                                               | Wegkapelle                           | Dreifaltigkeitskapelle, kleiner massiver Satteldachbau, in Formen des Heimatstils, 1935; mit Ausstattung | D-5-77-138-28 Wikidata | BW                                   |
| Nähe Kapellenweg (Standort)                                         | Kriegsgefallenen-Kapelle             | Kleiner massiver Polygonalbau mit Zeltdach, mit Lisenengliederung und Einfassungen in Naturstein, 1924; mit Ausstattung                                                                                                   | D-5-77-138-29 Wikidata | BW                                   |
| Spalter Straße 1 (Standort)                                         | Ehemaliges Forsthaus                 | Zweigeschossiger Walmdachbau, 1766 | D-5-77-138-34 Wikidata | BW                                   |
| Spalter Straße 1 (Standort)                                         | Scheune                              | Satteldachbau mit Fachwerkgiebel, wohl 18. Jahrhundert | D-5-77-138-34 Wikidata | BW                                   |
| an der Verbindungsstraße von der B 466 nach Unterhöhberg (Standort) | Drei Steinkreuze                     | Mittelalterlich; nicht nachqualifiziert, im Bayerischen Denkmal-Atlas nicht kartiert | D-5-77-138-36 Wikidata | weitere Bilder                       |

### Röthenhof
| Lage                   | Objekt        | Beschreibung                                                                                          | Akten-Nr.              | Bild |
| ---------------------- | ------------- | --- | ---------------------- | ---- |
| Röthenhof 3 (Standort) | Wohnstallhaus | Eingeschossiger Satteldachbau, Bruchsteinmauerwerk, verputzt, zum Teil Fachwerk, wohl 17. Jahrhundert | D-5-77-138-37 Wikidata | BW   |

### Seitersdorf
| Lage                      | Objekt   | Beschreibung                                                                       | Akten-Nr.              | Bild |
| ------------------------- | -------- | ---------------------------------------------------------------------------------- | ---------------------- | ---- |
| In Seitersdorf (Standort) | Backhaus | Kleiner massiver Satteldachbau mit Sandstein-Eckquaderungen, Mitte 19. Jahrhundert | D-5-77-138-43 Wikidata | BW   |

### Straßenwirthshaus
| Lage                          | Objekt           | Beschreibung                                                                                              | Akten-Nr.              | Bild |
| ----------------------------- | ---------------- | --- | ---------------------- | ---- |
| Straßenwirtshaus 1 (Standort) | Straßenwirtshaus | Zweigeschossiges Giebelhaus mit angebautem Ökonomieteil, ehemaliges markgräfliches Forsthaus, Neubau 1914 | D-5-77-138-39 Wikidata | BW   |

### Unterhöhberg
| Lage                       | Objekt       | Beschreibung                                                          | Akten-Nr.              | Bild |
| -------------------------- | ------------ | --------------------------------------------------------------------- | ---------------------- | ---- |
| In Unterhöhberg (Standort) | Sühnekapelle | Kleiner giebelständiger Satteldachbau, massiv, mit Glockenstuhl, 1934 | D-5-77-138-40 Wikidata | BW   |

### Keinem Ortsteil zugeordnet
| Lage           | Objekt                                               | Beschreibung | Akten-Nr.     | Bild |
| -------------- | ---------------------------------------------------- | --- | ------------- | ---- |
| Hauptstraße () | Grenzstein der Fraischgrenze Pflegamt Wernfels-Spalt | Sandstein, überwiegend bezeichnet und reliefiert mit Bischofsstab und markgräflichem Adler; Nr. 61, vermutlich 15. Jahrhundert; zugehörig Grenzsteine Nr. 3, 67, 68, 70, siehe Stadt Abenberg; zugehörig Grenzsteine Nr. 7, 8, 10, 11, 19, 21, 27, 29, 43, 44, 45, 47, 50, siehe Stadt Spalt; zugehörig Grenzsteine Nr. 55 und 56, siehe Markt Absberg | D-5-77-138-48 |      |

## Ehemalige Baudenkmäler
In diesem Abschnitt sind Objekte aufgeführt, die früher einmal in der Denkmalliste eingetragen waren, jetzt aber nicht mehr. Objekte, die in anderem Zusammenhang also z. B. als Teil eines Baudenkmals weiter eingetragen sind, sollen hier nicht aufgeführt werden. Aktennummern in diesem Abschnitt sind ehemalige, jetzt nicht mehr gültige Aktennummern.

| Lage                                 | Objekt    | Beschreibung                                                                                   | Akten-Nr.              | Bild |
| ------------------------------------ | --------- | ---------------------------------------------------------------------------------------------- | ---------------------- | ---- |
| Geiselsberg Geiselsberg 4 (Standort) | Bauernhof | Wohnstallhaus, eingeschossiger giebelständiger Satteldachbau mit Trockenluken, 19. Jahrhundert | D-5-77-138-41 Wikidata | BW   |
| Geiselsberg Geiselsberg 4 (Standort) | Bauernhof | Scheune, Satteldachbau, Naturstein, mit Wappenstein (Deutschorden) bezeichnet „1801“           | D-5-77-138-41 Wikidata | BW   |